# Colostethus sauli
Colostethus sauli là một loài ếch thuộc họ Dendrobatidae.
Loài này có ở Colombia và Ecuador.
Môi trường sống tự nhiên của chúng là rừng ẩm vùng đất thấp nhiệt đới hoặc cận nhiệt đới và sông ngòi.